# Don't Know What to Do
「Don't Know What to Do」は、韓国のガールズグループBLACKPINKがレコーディングした曲です。これは、2019年4月5日にリリースされたグループの2番目の韓国拡張劇「KILL THIS LOVE」の2曲目です。韓国では、この曲はGaon Digital Chartで121位に初登場し、後に最高38位となった。日本では、Billboard Japan Hot 100で49位に初登場した。

## 背景とリリース
この曲はEPの「字幕トラック」として取り上げられ、BLACKPINKは「Don't Know What to Do」のダンス練習ビデオを公開し。グループは、SBS人気歌謡を含む韓国のいくつかの音楽番組でこの曲を宣伝し、演奏した。

## 収録曲
| #         | タイトル                  | 作詞             | 作曲                          | 時間 |
| --------- | ------------------------- | ---------------- | ----------------------------- | ---- |
| 1.        | 「Don't Know What to Do」 | TEDDY, Brian Lee | TEDDY, R. Tee, 24, Bekuh Boom | 3:22 |
| 合計時間: | 合計時間:                 | 合計時間:        | 合計時間:                     | 3:22 |